# Dynamene tuberculosa
Dynamene tuberculosa är en kräftdjursart som beskrevs av Richardson 1899. Dynamene tuberculosa ingår i släktet Dynamene och familjen klotkräftor. Inga underarter finns listade i Catalogue of Life.